# Goldstein. Gereon Raths dritter Fall
Goldstein ist ein historischer Roman von Volker Kutscher, der im Jahr 2010 im Verlag Kiepenheuer & Witsch erschien und im Sommer 1931 zur Zeit der Weltwirtschaftskrise spielt. Es handelt sich um den dritten Kriminalroman in der Serie um den Kriminalkommissar Gereon Rath. Die Handlung setzt vierzehn Monate nach Der stumme Tod ein.
Das Buch zeichnet sich erneut, neben der vordergründigen Kriminalhandlung in der Tradition der amerikanischen Hardboiled detectives, durch sein anschauliches Sittengemälde der frühen dreißiger Jahre in Berlin mit gewalttätigen Auseinandersetzungen zwischen SA und Rotfront sowie die Darstellung der politischen und wirtschaftlichen Entwicklungen in der späten Weimarer Republik, einschließlich des weiter erstarkenden Nationalsozialismus aus, der auch für die handelnden Personen erkennbar, aber in seiner Tragweite im Hinblick auf die sich auflösende Republik noch nicht erfassbar ist. Neben fiktiven und zeitgeschichtlichen auftretenden Personen werden aus der Sicht der Hauptfigur auch historische Ereignisse geschildert.

## Handlung
Im Berlin der sich verschärfenden Wirtschaftskrise werden die Auseinandersetzungen zwischen SA und Rotfront gewalttätig, in der Unterwelt tobt ein Machtkampf zwischen rivalisierenden Ringvereinen, und Gereon Rath bekommt den Auftrag, den US-Gangster Abraham „Abe“ Goldstein als Gefälligkeit für das Bureau of Investigation zu beschatten. Zeitgleich lassen sich Alexandra, genannt Alex, und Benny, zwei obdachlose Gelegenheitsdiebe, im KaDeWe einschließen, um Schmuck und Uhren zu stehlen. Was bei vorangegangenen Raubzügen bei Tietz und Karstadt noch ein Kinderspiel war, geht nun fürchterlich schief, denn sie werden von der Polizei ertappt. Alex entgeht dabei knapp der Verhaftung, muss aber mit ansehen, wie Benny von einem Schupo vom Dach des Kaufhauses brutal in den Tod gestürzt wird. Von da an wird sie gejagt. Der Hehler, der bisher ihre Beute abgenommen hat, wird ermordet.
Rath hingegen langweilt sich auf seinem Beobachtungsposten im Hotel Excelsior, in dem Goldstein Quartier bezogen hat. Dass der Gangster sich längst frei in der Stadt bewegt und dort eine Waffe besorgt hat, ahnt er zunächst nicht. Unterweltboss Johann Marlow nötigt Rath derweil zu einer privaten Ermittlung: Der „Rote Hugo“, Chef des Ringvereins Berolina und Marlows Geschäftspartner, ist verschwunden. Als Charly Ritter, mit der Rath sich gerne verloben würde und die ihren juristischen Vorbereitungsdienst im Amtsgericht Lichtenberg angetreten hat, eine junge Schwarzfahrerin (Alex) bei der Vernehmung entwischen lässt, wird sie zwangsbeurlaubt. In ihrer Not fahndet sie auf eigene Faust nach Alex und gerät darüber in Streit mit Rath. Die polizeilichen Untersuchungen ergeben, dass Bennys Todessturz kein Unfall war, sondern nachgeholfen wurde. Schnell gerät der Schupo Jochen Kuschke ins Visier der internen Ermittlungen. Um kein Aufsehen zu erregen, wird Charly von Reinhold Gräf beauftragt, diesen zu observieren, wobei ihr als Gegenleistung eine Anstellung bei der Kriminalpolizei in Aussicht gestellt wird.
Goldstein gerät fälschlich unter Verdacht, einen SA-Mann getötet zu haben, mit dem er aneinandergeraten ist, als er einem von Nazis bedrängten orthodoxen Juden geholfen hat. Goldstein zieht daraufhin unbemerkt aus dem Hotel aus. Der jüdische Alte bezeugt später in Raths Büro die Unschuld seines Retters, verschwindet jedoch, ohne seinen Namen zu nennen. Charly kann Alex ausfindig machen und gewährt ihr Unterschlupf in ihrer Wohnung, doch das Mädchen taucht später wieder unter. Goldstein treibt mit Rath ein Katz-und-Maus-Spiel und kann sich dem Zugriff immer wieder entziehen, zuletzt indem er Kirchenasyl in Anspruch nimmt. Bei seinen Nachforschungen stößt Rath auf Goldsteins jüdische Verwandte in Berlin, die ihn aber decken. Als Goldstein seinen todkranken Großvater im Jüdischen Krankenhaus besucht und ihm Sterbehilfe leistet, entgeht er nur knapp der Verhaftung durch Rath.
Es stellt sich letztlich heraus, dass eine Geheimorganisation aus Selbstjustiz ausübenden Polizisten für die Morde verantwortlich ist und auch den „Roten Hugo“ umgebracht hat, wobei versucht wurde, die Tat Goldstein anzuhängen. Zu dieser Organisation gehören unter anderen Kuschke und Kommissaranwärter Sebastian Tornow, dessen Schwester als Kind Opfer eines Gewaltverbrechens wurde, von dessen Folgen sie sich nie erholt hat. Tornow versucht auch Rath anzuwerben, mit dem er sich angefreundet hat, doch dieser lehnt angewidert ab. Rath kann Goldstein überreden, mit ihm zu kooperieren, indem er ihm freies Geleit verspricht. Daraufhin lässt der Amerikaner sich scheinbar festnehmen, um die Verschwörer in Sicherheit zu wiegen. Mithilfe von Charly und Goldstein kann Rath das Komplott aufdecken und Tornow auf dem Dach eines Gasometers stellen, wobei Tornow im Kampf einen Unterarm verliert. Am Ende nimmt Charly ein Angebot ihres ehemaligen Jura-Professors an, für ein Forschungsprojekt nach Paris zu gehen, und reist mit dem Zug ab, während Goldstein entlastet wird und nach Amerika zurückkehrt.

## Historischer Hintergrund

### Weltwirtschaftskrise

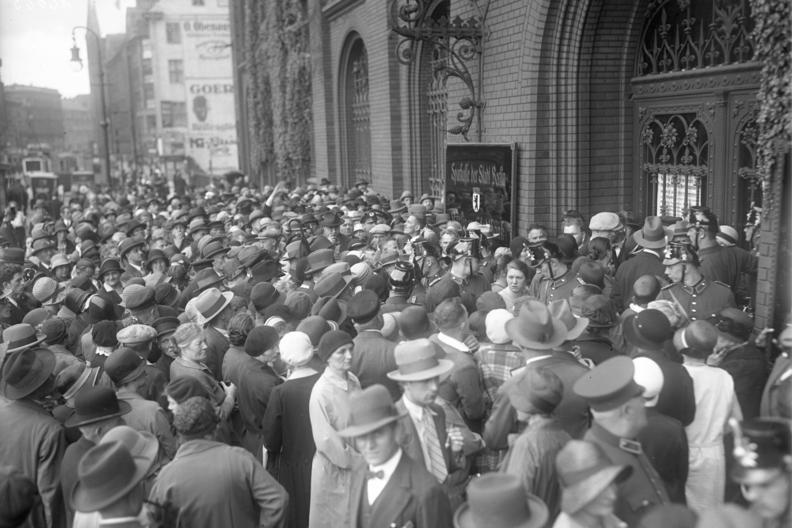
Massenandrang bei der Berliner Sparkasse nach Schließung der Banken, 13. Juli 1931

Die Wirtschaftskrise zum Ende der 1920er und im Verlauf der 1930er Jahre begann mit dem New Yorker Börsencrash im Oktober 1929. Zu den wichtigsten Merkmalen der Krise zählten ein starker Rückgang der Industrieproduktion, des Welthandels, der internationalen Finanzströme, eine Deflationsspirale, Schuldendeflation, Bankenkrisen, die Zahlungsunfähigkeit vieler Unternehmen und massenhafte Arbeitslosigkeit, die soziales Elend und politische Krisen verursachte. Die Weltwirtschaftskrise führte weltweit zu einem starken Rückgang der wirtschaftlichen Gesamtleistung, der entsprechend den spezifischen volkswirtschaftlichen Voraussetzungen der Einzelstaaten nach Zeitpunkt und Intensität unterschiedlich einsetzte. Die Weltwirtschaftskrise dauerte in den einzelnen Ländern unterschiedlich lange und war zu Beginn des Zweiten Weltkriegs noch nicht in allen überwunden. Das nationalsozialistische Deutschland hatte die Weltwirtschaftskrise 1936 in wichtigen Punkten bewältigt und erreichte als eines der ersten Länder wieder Vollbeschäftigung. Die Entwicklung in Deutschland war jedoch auch geprägt von Arbeitsbeschaffungsmaßnahmen mit schlechten Arbeitsbedingungen sowie allgemein niedrigen Löhnen, die auf dem Niveau von 1932 eingefroren wurden. Zudem stand der Vollbeschäftigung eine massive Fehlallokation von Ressourcen und letztlich die Katastrophe des Zweiten Weltkriegs gegenüber, die Deutschland 1939 auslöste. In den USA gab Präsident Franklin D. Roosevelt mit den Wirtschafts- und Sozialreformen des New Deal der Nation neue Hoffnung. Anders als im Deutschen Reich und in vielen anderen Ländern konnte die Demokratie in den Vereinigten Staaten auch während der Weltwirtschaftskrise bewahrt werden. Der desolate Zustand der Wirtschaft wurde überwunden, Vollbeschäftigung wurde aber erst 1941 mit der Rüstungskonjunktur nach Eintritt der USA in den Zweiten Weltkrieg erreicht.

### Roter Frontkämpferbund

Emblem des RFB

Der Rote Frontkämpferbund (RFB) – auch Rotfrontkämpferbund – war ein paramilitärischer Kampfverband unter Führung der Kommunistischen Partei Deutschlands (KPD) in der Weimarer Republik. Die Spannungen im Alltagsleben in Deutschland nach dem Ersten Weltkrieg ergaben sich neben der Niederlage, dem Verhalten der Siegermächte sowie der politischen Zerrissenheit und Radikalisierung auch aus der großen Zahl – gut fünf Millionen – von meist demobilisierten Soldaten. In ihren Reihen entwickelte sich eine spezifische Frontkämpferkultur, die unabhängig von der politischen Richtung der jeweiligen Gruppe oder Formation über gleiche Rituale und ein bedingt gleiches Selbstverständnis verfügte. Ihre mehr oder weniger erzwungene Einordnung fand schließlich zu einem großen Teil im vertrauten Terrain statt, das sich häufig nur durch eine unterschiedliche politische Vorstellung unterschied: in den nach 1924 sich entwickelnden überwiegend großen zentralen Frontkämpferverbänden. Allein rund drei Millionen Männer waren im republiktreuen Reichsbanner Schwarz-Rot-Gold und ungefähr 400.000 im rechtsorientierten Traditionalistenbund Stahlhelm organisiert. Dazu kamen der Jungdeutsche Orden, viele kleine regionale Kampf- und Ordnergruppen, schwarze Reichswehrverbände, die vielfach zerschlagene und verbotene SA und 50.–100.000 Rote Frontkämpfer. Am 3. Mai 1929 verfügte der Minister des Innern (II 1420v; Berlin), das Verbot von RFB, Roter Jungfront (RJ) und Roter Marine mit Wirkung zum 6. Mai 1929 „gemäss dem Gesetze zum Schutze der Republik, des Gesetzes vom 22. März 1921 (Reichsgebl. S. 235) und des Reichsvereinsgesetzes für den Bereich des Freistaates Preußen“. Ein harter, nicht sehr großer Kern der Roten Frontkämpfer arbeitete illegal weiter und unternahm demonstrative Aktionen, um den RFB in Erscheinung zu bringen (z. B. Altonaer oder Geesthachter „Blutsonntag“). Eine größere Zahl der Frontkämpfer beteiligte sich an meist regionalen Neugründungsversuchen. Außerdem wechselten einzelne, teilweise ganze Musikkapellen zur nationalsozialistischen SA. Außer den ebenfalls entstandenen Erwerbslosen-Initiativen, die sich anscheinend ebenfalls aus ehemaligen Rotfrontkämpfern rekrutiert haben (die HVZ v. 13. Februar 1930 meldete sogar die Gründung einer Erwerbslosenwehr in Charlottenburg), tauchten plötzlich Musikkapellen mit unverfänglich klingenden Namen auf, die – zumindest ab 1929, eventuell auch noch ab 1930 – Fortsetzungen von vergleichbaren RFB-Formationen darstellen dürften. Sie gelten für viele bis heute als die wichtigsten Bewahrer der RFB-Tradition.

### Ringvereine
Der erste Ringverein, der Reichsverein ehemaliger Strafgefangener, entstand 1890 in Berlin und war ein Verein zur solidarischen Unterstützung ehemaliger Strafgefangener. Bald gab es weitere derartiger Vereine in Berlin, die sich 1898 unter dem Dachverband Ring Berlin zusammenschlossen. Die Ringvereine hatten eigene Versammlungsregeln und Statuten. Die Mitglieder, die sogenannten „Ringbrüder“, trugen meist einen Siegelring, an dem sie sich gegenseitig erkennen konnten. Mit der Zeit wandelten sich die Ringvereine und nahmen Merkmale der organisierten Kriminalität an. Sie organisierten Überfälle, Prostitution und das Verschieben von Waren und Alkohol. Ihre Mitglieder waren zur Verschwiegenheit gegenüber anderen, speziell der Polizei, bei Strafe verpflichtet. Vorteile der Mitgliedschaft waren u. a. die Beschaffung von Alibis, die finanzielle Unterstützung von Brüdern im Falle von Krankheit und Gefängnisaufenthalt, die Beschaffung von Anwälten sowie das Umsorgen von Familien der Mitglieder. Von „Ringbrüdern“ kontrollierte Frauen Inhaftierter, die für treu befunden wurden, erhielten beispielsweise Essen und Mietgeld. Finanziert wurde der Verein durch die Abgabe von Beuteanteilen der von den Mitgliedern bandenmäßig ausgeführten Raubzüge und Einbruchsdelikte. Aufgrund der gefälschten Alibis, der Verschwiegenheit und der Gewähr gegenseitigen Schutzes in Verbindung mit der Einschüchterung von Zeugen, war es lange Zeit nicht möglich, den Ringvereinen beizukommen. Nach mehreren Versuchen der Eindämmung durch die Behörden und zahlreichen Rückschlägen wurden sie 1934 schließlich durch die Nationalsozialisten als eingetragene Vereine verboten. Weitere bekannte Ringvereine waren unter anderen Immertreu, Libelle, Apachenblut, der Berliner Ring oder der Sparverein. Der Ringverein Berolina aus den Gereon-Rath-Romanen ist fiktiv.

### Antisemitismus in der Weimarer Republik

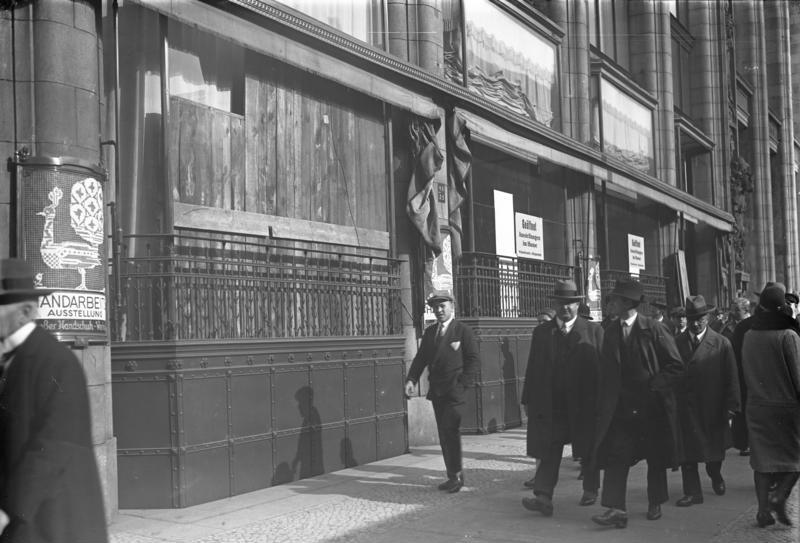
Demolierte Schaufenster (Oktober 1930) bei der Kaufhauskette Wertheim

Seit der Republikgründung 1919 konnten Juden erstmals in höchste Staatsämter aufsteigen. Obwohl auch konservative Juden skeptisch gegen die Linksparteien waren, galten sie weithin als Profiteure von Umsturz und Kriegsniederlage. Antisemiten, die bislang auf staatliche Umsetzung ihrer Ziele gehofft hatten, lehnten daher fast immer Revolution und Demokratie zugleich ab, ihre Gegner verteidigten meist beides. Neu gegründete rechtsradikale Gruppen wie der Deutschvölkische Schutz- und Trutzbund und die Thulegesellschaft propagierten die Dolchstoßlegende. In ihr verbanden sich antisemitische, antisozialistische und antidemokratische Motive so miteinander, dass die gesamte nationale Demütigung – eigene Kriegsschuld, Niederlage, Revolution und Elend der Nachkriegszeit – erneut auf die jüdische Minderheit als deren angebliche Drahtzieher projiziert wurde. Juden und Sozialdemokraten, die fast seit der Reichsgründung als „innere Reichsfeinde“ markiert worden waren, wurden nun auch mit den „Bolschewisten“ identifiziert: Sie seien angeblich dem „im Felde unbesiegten“ Heer heimtückisch in den Rücken gefallen, um Deutschland fremden Mächten auszuliefern und alle kulturellen Werte der Nation zu vernichten. Dabei verwies man auf jüdische Namen unter führenden russischen wie deutschen Revolutionären. Die gefälschten Protokolle der Weisen von Zion – 1920 auf Deutsch veröffentlicht – schienen diese Verschwörungstheorie von russischer Seite aus zu bestätigen. Antisemitisch eingestellte Studenten und Akademiker und ehemalige DVP-Mitglieder fanden ihre neue politische Heimat nun in einer der rechtsextremen und bürgerlich-konservativen Parteien, vor allem in der DNVP, die 1921 Juden und Menschen mit einem jüdischen Elternteil aus der Partei ausschloss. Beim Hitler-Ludendorff-Putsch am 9. November 1923 in München nahm der aus dem Freikorps Oberland hervorgegangene Bund Oberland wahllos „jüdisch aussehende“ Bürger als „Geiseln“, um politische Änderungen zu erpressen. Nun war rechtsradikale Straßengewalt, u. a. von SA-Banden, gegen Juden und politische Gegner alltäglich. Sie wurde von Polizei und Justiz kaum verfolgt. Trotz all dieser Ereignisse blieb der Antisemitismus bis mindestens 1929 nur eine Randerscheinung. Die offen antisemitisch auftretende NSDAP verschreckte das Bürgertum und erreichte bei der Reichstagswahl vom 20. Mai 1928 nur 2,6 Prozent der Stimmen. Mit dem Einsetzen des Straßenterrors der SA wurden gewalttätige Übergriffe häufiger. So kam es anlässlich der Eröffnung des Reichstags am 13. Oktober 1930 zu Angriffen von Anhängern der NSDAP auf das Warenhaus Wertheims.

## Hauptpersonen

### Gereon Rath
Aus Köln stammender, zu Alleingängen neigender Kriminalkommissar, der in seiner Heimat ein erfolgreicher Mordermittler war, bis ein tödlicher Schuss aus seiner Dienstwaffe und eine daraus resultierende Pressekampagne seine Karriere dort zerstörte. Auf Vermittlung seines einflussreichen Vaters wechselte Gereon Rath im März 1929 in die Reichshauptstadt zur dortigen Kriminalpolizei, wo er zunächst der Sittenpolizei zugeordnet war, bevor ihm der Wechsel zur Mordinspektion (Inspektion A) gelang. Seine Eigenmächtigkeit und Unbeherrschtheit bringen ihn wieder in Schwierigkeiten und haben eine Beförderung zum Oberkommissar zunichtegemacht. Er soll Abe Goldstein beschatten, damit dieser kein Unheil anrichtet, und gerät zwischen die Fronten eines Bandenkriegs.

### Charlotte Ritter
Genannt Charly. Ehemalige Stenotypistin bei der Berliner Inspektion A, womit sie ihr Jurastudium finanziert hat. Sie ist mit Gereon Rath liiert und hat nach bestandener Prüfung ihren juristischen Vorbereitungsdienst im Amtsgericht Lichtenberg angetreten. Danach möchte sie als Kriminalbeamtin arbeiten. Sie lässt eine Schwarzfahrerin bei der Vernehmung entkommen und bittet Rath deswegen um Hilfe.

### Wilhelm Böhm
Oberkommissar bei der Inspektion A, genannt „die Bulldogge“ und einer der wichtigsten Mitarbeiter von Ernst Gennat. Er pflegt einen sehr ruppigen Umgangston, nicht nur im Umgang mit Verdächtigen und Zeugen, sondern auch mit Kollegen und Untergebenen. Böhm mag Gereon Rath wegen dessen Eigenmächtigkeit nicht. Er untersucht zwei Todesfälle, die sich mit Raths Ermittlungen überschneiden.

### Reinhold Gräf
Kriminalsekretär bei der Inspektion A. Er ist mit Gereon Rath befreundet, dem er seine Beförderung verdankt, und bearbeitet den Fall des zu Tode gestürzten Kaufhauseinbrechers.

### Andreas Lange
Kriminalassistent bei der Inspektion A. Er ist Gereon Rath als Mitarbeiter zugeteilt.

### Sebastian Tornow
Ehemaliger Schutzpolizist, jetzt Kommissaranwärter in der Inspektion J (Fahndung). Nachdem er bei seinen Ermittlungen auf Gereon Rath trifft, wird er auch in der Inspektion A eingesetzt. Seine Schwester wurde Opfer eines grausamen Verbrechens.

### Ernst Gennat
Kriminalrat und Leiter der Inspektion A, wegen seiner Leibesfülle „Buddha“ oder auch „der volle Ernst“ genannt (historische Figur). Er hat die Mordinspektion aufgebaut und moderne Ermittlungsmethoden eingeführt, was ihn schon zu Lebzeiten zur Legende gemacht hat. Er schätzt Gereon Raths Fähigkeiten als Ermittler.

### Doktor Bernhard Weiß
Seit 1925 Chef der Berliner Kriminalpolizei und seit 1927 auch Vizepolizeipräsident, abfällig „ViPoPrä“ genannt (historische Figur). Er beauftragt Gereon Rath mit der Überwachung Abraham Goldsteins.

### Johann Marlow
Geschäftsmann und organisierter Verbrecherboss, auch „Dr. M.“ genannt. Drahtzieher des (fiktiven) Ringvereins Berolina, der gesetzeswidrige Geschäfte aller Art wie Rauschgifthandel oder illegale Nachtclubs betreibt. Auf seiner Gehaltsliste stehen auch Beamte der Berliner Polizei. Gereon Rath gehört nicht dazu, hat aber ein besonderes Verhältnis zu ihm und wird von ihm genötigt, das Verschwinden des Chefs der Berolina zu untersuchen.

### Abraham Goldstein
Spitzname „Handsome Abe“. Der jüdische US-Gangster befindet sich in Berlin, weil er auf die Abschussliste seines Bosses Moses „Fat Moe“ Berkowicz geraten ist und ein Teil seiner Verwandtschaft dort lebt. Nach einer unglücklichen Kindheit hat er sich auf den Straßen New Yorks durch skrupelloses Morden einen Namen und Respekt verschafft. Er soll von Gereon Rath beschattet werden, kann sich jedoch absetzen und heimlich eine Schusswaffe besorgen.

### Alexandra Reinhold
18-jährige obdachlose Gelegenheitsdiebin, genannt Alex. Ihr Vater hat sie vor die Tür gesetzt, weil sie aus Not gestohlen hat. Nach einer Serie von Kaufhauseinbrüchen mit ihrem ebenfalls obdachlosen jüngeren Freund Benny, der ihr beigebracht hat, wie man auf der Straße überlebt, bekommt sie große Probleme.

### Jochen Kuschke
Uniformierter Beamter der Berliner Schutzpolizei. Er ist an einem Einsatz wegen Einbruchs ins KaDeWe beteiligt und stellt Alex Reinholds Freund Benny.

## Rezeption
Der Roman erhielt überwiegend positive Kritiken. So schrieb die Rhein-Neckar-Zeitung: „Trotz der Länge des Romans hält Kutscher die Spannung durch alle 119 Kapitel aufrecht. So wird das komplizierte Geflecht aus Korruption, Kriminalität und aufsteigendem Nationalsozialismus geschickt von vielen Seiten beleuchtet. Auf weitere Krimis dieser Reihe, die uns in die Welt der untergehenden Weimarer Republik entführen, darf man gespannt sein.“ Und der Kölner Stadtanzeiger: „Mit Raths drittem Fall ist Kutscher in der obersten Liga der deutschen Spannungsautoren angekommen.“ Echo wertete: „Goldstein ist der dritte Roman der Gereon-Rath-Reihe, mit welcher der deutsche Autor Volker Kutscher nicht nur exzellente Krimiliteratur fabriziert, sondern vielmehr ein grandioses Sittenbild Berlins Anfang der 30er Jahre verfasst […] — überwältigend.“

## Auszeichnungen
Für den Roman Goldstein sowie die beiden Vorgänger Der nasse Fisch und Der stumme Tod erhielt Volker Kutscher 2011 im Rahmen der Reinickendorfer Kriminacht den Berliner Krimifuchs, einen Literaturpreis für Kriminalromane, für herausragende Leistungen.

## Fortsetzungen
In der Reihe um Gereon Rath sind bis Oktober 2022 sieben weitere Romane und zwei Novellen erschienen:
- Die Akte Vaterland. Gereon Raths vierter Fall. Kiepenheuer & Witsch, Köln 2012.
- Märzgefallene. Gereon Raths fünfter Fall. Kiepenheuer & Witsch, Köln 2014.
- Lunapark. Gereon Raths sechster Fall. Kiepenheuer & Witsch, Köln 2016.
- Moabit. Galiani Berlin, Köln 2017, (Prequel; Illustrationen von Kat Menschik).
- Marlow. Der siebte Rath-Roman. Piper, München 2018.
- Olympia. Der achte Rath-Roman. Piper, München 2020.
- Mitte. Galiani Berlin, Köln 2021, (Illustrationen von Kat Menschik).
- Transatlantik. Der neunte Rath-Roman. Piper, München 2022.
- Rath. Der zehnte Rath-Roman. Piper, München 2024.